# Tamás Kenderesi
Tamás Kenderesi (né le 13 décembre 1996 à Bonyhád) est un nageur hongrois.
Il remporte la médaille de bronze du 200 m papillon aux Jeux olympiques d'été de 2016 à Rio de Janeiro.